# Poczernin (województwo zachodniopomorskie)
Poczernin (niem. Pützerlin) – wieś w Polsce położona w województwie zachodniopomorskim, w powiecie stargardzkim, w gminie Stargard.
Wieś położona jest na prawym brzegu Iny, przy południowo-wschodnim skraju Puszczy Goleniowskiej. 
W latach 1975–1998 miejscowość położona była w województwie szczecińskim.

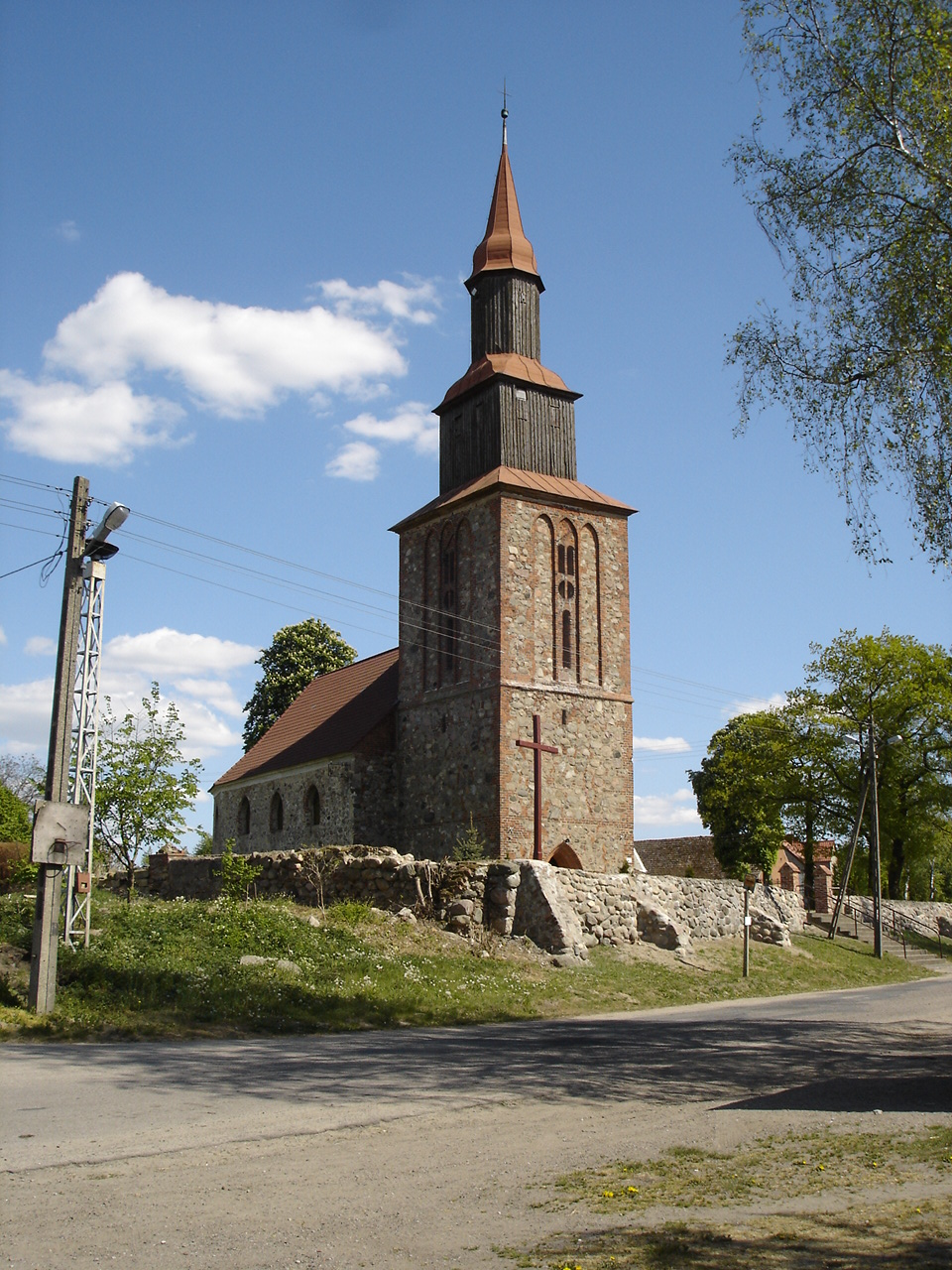
Kościół pw. św. Michała Archanioła

Rejon wsi stanowi teren osadnictwa na Ziemi Stargardzkiej w połowie XIII wieku. Ale już we wczesnym średniowieczu istniało tu, nad brzegiem Iny grodzisko obronne oraz osada. Podczas prac wykopaliskowych na terenie grodziska znaleziono m.in. monetę cesarza Antoninusa Piusa, datowaną na lata 138 – 161.
Od XIV do XIX wieku wieś stanowiła własność Stargardu, później zaś właściciele się zmieniali. W 1752 roku w lesie, w pobliżu wsi założono kolonię Diedrichsdorf (dziś Bolechowo), której osiedlono 32 rodziny, zajmujące się tkactwem na potrzeby Stargardu. 
W środku wsi na pagórku wznosi się kościół parafialny pw. św. Michała Archanioła, zbudowany w XV wieku z głazów narzutowych, z wieżą zakończoną drewnianym hełmem, w 1850 regotyzowana i podwyższona o dwie drewniane nadstawy, czworoboczną i ośmioboczną z iglicą. Wewnątrz świątyni znajduje się późnogotycki ołtarz z krucyfiksem z XVI wieku oraz balustrada chóru z 1600 roku, a na jej ścianie wschodniej – gotyckie sakramentarium, strop drewniany belkowany, a pod prezbiterium znajduje się krypta grobowa. Kościół ma zachowane trzy gotyckie portale. Dawny cmentarz przykościelny otoczony jest kamiennym murem.
Z inicjatywy chrystusowca Andrzeja Trojanowskiego w Poczerninie powstaje pierwszy w Polsce ośrodek pomocy dla osób szukających uwolnienia spod przemocy złego ducha.